# قاعدة فعالية الحيوان
تنطبق قاعدة الفعالية الحيوانية لإدارة الغذاء والدواء (المعروفة أيضاً بقاعدة الحيوان) على تطوير واختبار الأدوية والمواد البيولوجية لتقليل أو منع الحالات الخطيرة أو المهددة للحياة الناجمة عن التعرض للعوامل السامة المميتة أو المسببة للعجز الدائم (الكيميائية أو البيولوجية أو الإشعاعية أو النووية)، حيث تكون تجارب الفعالية البشرية غير مجدية أو أخلاقية.  حيث تم الانتهاء من قاعدة الفعالية الحيوانية من قبل إدارة الغذاء والدواء الأمريكية وأذن بها كونغرس الولايات المتحدة في عام 2002، في أعقاب هجمات 11 سبتمبر والمخاوف المتعلقة بالإرهاب البيولوجي.

## ملخص
يمكن لإدارة الغذاء والدواء الأمريكية الاعتماد على أدلة من الدراسات التي أجريت على الحيوانات لتقديم أدلة جوهرية على فعالية المنتج إذا كان هناك آلية مفهومة بشكل معقول لسمية العامل وتحسينه أو الوقاية منه بواسطة المنتج ويظهر الأثر في كل من:
- من المتوقع أن يتفاعل أكثر من نوع حيواني مع استجابة تنبؤية للإنسان.
- نموذج واحد من الأنواع الحيوانية يتميز جيداً (تم تقييمه بشكل مناسب لاستجابته عند البشر) للتنبؤ بالاستجابة عند البشر.
- ترتبط نقطة النهاية للدراسة على الحيوانات بشكل واضح بالفائدة المرجوة لدى البشر.
- إن البيانات أو المعلومات المتعلقة بالحركية الدوائية والديناميكا الدوائية للمنتج أو غيرها من البيانات أو المعلومات ذات الصلة في الحيوانات أو البشر مفهومة جيدًا بما فيه الكفاية للسماح باختيار جرعة فعالة في البشر، وبالتالي، فمن المعقول توقع فعالية المنتج في الحيوانات ليكون مؤشرا موثوقا لفعاليته في البشر.

ونشرت إدارة الغذاء والدواء الأمريكية (FDA) إرشادات للصناعة بشأن قواعد الحيوان في أكتوبر 2015.
1. ↑  Snoy، PJ (سبتمبر 2010). "Establishing efficacy of human products using animals: the US food and drug administration's 'animal rule'". Veterinary Pathology. ج. 47 ع. 5: 774–8. DOI:10.1177/0300985810372506. PMID:20551476. S2CID:37206297.
2. ↑  Levine، GH؛ Handwerker، JL (2011). "Development of countermeasures for bioterrorism in the United States". في Gad, SC (المحرر). Development of Therapeutic Agents Handbook. John Wiley & Sons. ص. 231. ISBN:978-1-118-07711-5.
3. ↑  "Product Development Under the Animal Rule, Guidance for Industry" (PDF). U.S. Department of Health and Human Services, Food and Drug Administration, Center for Drug Evaluation and Research (CDER) / Center for Biologics Evaluation and Research (CBER). أكتوبر 2015. مؤرشف من الأصل (PDF) في 2023-12-27.